# Towarzystwo Gimnastyczne „Sokół” w Michałkowicach
Towarzystwo Gimnastyczne „Sokół” w Michałkowicach – gniazdo Polskiego Towarzystwa Gimnastycznego „Sokół” utworzone w 1920 roku w Michałkowicach.

## Historia
Działalność rozpoczęło 22 lutego i pod koniec roku liczyło 111 członków w tym 46 kobiet i 30 młodzieży. Prezesem organizacji był Józef Białas, naczelnikiem Wojciech Kocot, a potem Franciszek Sobota.
Organizacja otrzymała swój sztandar w październiku 1921 roku. W latach 1933–1935 liczba członków zwiększyła się do 215 członków, którzy zbudowali większe boisko. W 1937 roku prezesem organizacji był Piotr Bara,sekretarzem Paweł Malordy, skarbnikiem Teodor Cieluch,  naczelnikiem Ryszard Janke